# Япаупа, Кир-Нестор
Кир-Нестор Япаупа (Cyr-Nestor Yapaupa, 26 февраля 1970 года, Бангасу, Центральноафриканская Республика) — католический прелат, второй епископ Алиндао с 14 марта 2014 года.

## Биография
Родился в 1970 году в Багасу, Центральноафриканская Республика. После получения богословского образования 18 марта 2001 года был рукоположён в священники для служения в епархии Бангасу.
14 мая 2012 года Римский папа Павел VI назначил его вспомогательным епископом епархии Алиндао. 22 июля 2012 года состоялось его рукоположение в епископы, которое совершил кардинал-дьякон Ностра-Синьора-ди-Коромото-ин-Сан-Джованни-ди-Дио Фернандо Филони в сослужении с апостольским нунцием в Центральноафриканской Республике и титулярным епископом Новики Иудой Фаддем Около и епископом Бамбари Эдуаром Мато.
19 марта 2014 года был назначен епископом Алиндао.